# بطولة آسيا للدراجات 2010
أقيمت بطولة آسيا للدراجات 2010 في مضمار زايد في الشارقة، الإمارات العربية المتحدة في الفترة من 9 إلى 17 أبريل 2010.

## قائمة الميداليات

### طرق

#### رجال
| المنافسة           | الذهبية                    | الفضية                   | البرونزية                |
| ------------------ | -------------------------- | ------------------------ | ------------------------ |
| سباق الطريق الفردي | مهدي سهرابي · إيران        | تاكاشي ميازاوا · اليابان | Hossein Nateghi · إيران  |
| تجارب الأداء       | Andrey Mizurov · كازاخستان | حسين عسكري · إيران       | Eugen Wacker · قرغيزستان |

### نساء
| المنافسة           | الذهبية                     | الفضية                           | البرونزية                    |
| ------------------ | --------------------------- | -------------------------------- | ---------------------------- |
| سباق الطريق الفردي | You Jin-a · كوريا الجنوبية  | Natalya Stefanskaya ‏ · كازاخستان | Jutatip Maneephan · تايلاند  |
| تجارب الأداء       | Son Eun-ju · كوريا الجنوبية | مايوكو هاغيوارا · اليابان        | Monrudee Chapookam · تايلاند |